# Westerse levensboom
De westerse levensboom (Thuja occidentalis) is een groenblijvende conifeer uit de cipresfamilie (Cupressaceae) die van nature voorkomt in het oosten van Canada en in het noordoosten van de Verenigde Staten. De wetenschappelijke naam van de soort werd in 1753 gepubliceerd door Carl Linnaeus in Species plantarum.

## Kenmerken
De westerse levensboom blijft vrij klein. De meeste bomen worden niet groter dan 15 meter, met een stamomtrek van 280 centimeter, maar er zijn exemplaren tot 38 meter hoog gemeten, met een stamomtrek van 560 cm. Veelal vormt hij een gedrongen boom. De boomkruin is conisch. De schors is roodbruin, maar grijsachtiger dan die van de reuzenlevensboom, en vertoont bij het ouder worden lange groeven in de lengterichting, met loshangende vezels. De twijgen zijn afgeplat. De bladeren zijn 3 à 5 mm lang en schubvormig. Ze hebben aan de onderkant geen witte tekening, wat een onderscheid is met de reuzenlevensboom. De plant is eenhuizig, de kegels zijn eenslachtig. De mannelijke kegels zijn roodachtig, en worden 1 tot 2 mm groot. De vrouwelijke kegels zijn slank, aanvankelijk geelgroen, later bruin, en 9 à 14 mm lang. Ze bestaan uit 6 tot 8 overlappende schubben, waarvan doorgaans alleen de middelste twee paar vruchtbaar zijn. Ze bevatten zo'n 8 zaden per kegel.

## Habitat
De westerse levensboom groeit in zijn oorspronkelijke verspreidingsgebied in natte bossen met een iets basische tot neutrale zuurgraad, of op drogere, kalkrijke bodems, op hoogtes van 0 tot 900 meter, en doet het erg goed in moerassen met naaldbomen waar andere, sneller groeiende bomen geen kans maken. Op plaatsen waar de bomen niet aangetast kunnen worden door hertachtigen of bosbrand, zoals kliffen, kan de westerse levensboom erg oud worden. In 2008 was het oudst bekende levende exemplaar meer dan 1100 jaar oud. Er is in Ontario een dode boom gevonden met 1653 jaarringen.

## Verspreiding
Het verspreidingsgebied loopt grofweg van Zuidoost-Manitoba en Minnesota in het westen, via de Grote Merenregio tot bij Nova Scotia in het oosten. Ten zuiden van de Grote Meren zijn er geïsoleerde populaties tot in Tennessee en North Carolina.

## Cultuur
De westerse levensboom is net als de reuzenlevensboom wijdverspreid als haag- en sierplant in tuinen en parken. Levensbomen groeien snel, zijn winterhard en vormen snel een gesloten haag.

## Introductie in Europa, en de naam levensboom
De westerse levensboom was de eerste Thuja die in Europa werd geïntroduceerd. Jacques Cartier bracht in 1536 zaden ervan mee bij terugkeer van zijn tweede reis naar Terre Neuve (het huidige Canada).
Cartier had noodgedwongen de winter doorgebracht aan de oever van de Saint Lawrencerivier, ter hoogte van het huidige Quebec en bij gebrek aan verse groenten waren hij en zijn bemanning ernstig verzwakt geraakt door scheurbuik. De leider van de autochtone Irokeese bevolking, Donnacona, had Cartier uitgelegd hoe ze het blad en de bast van een plant die hij "annedda" noemde, een altijdgroene boom, moesten koken, en dat ze het aftreksel moesten drinken tegen de scheurbuik. Na zes dagen was een boom 'zo groot als een eik in Frankrijk' volledig van blad en bast ontdaan, en waren alle mannen die nog restten van Cartiers bemanning (van de 110 waren er inmiddels 25 overleden) volledig hersteld.
Cartier noemde de boom 'arbor vitae' en schonk de zaden aan zijn opdrachtgever koning Frans I, die ze in de koninklijke tuinen van Fontainebleau liet planten.
Het is lang niet zeker dat de annedda dezelfde plant is als de westerse levensboom, maar het verhaal van de genezing van Cartier en zijn bemanning, en de naam 'arbor vitae' is aan de door Cartier meegebrachte soort blijven kleven. Pierre Belon was in 1553 de eerste die de boom 'arbor vitae' noemde in een botanisch werk, nog in dezelfde eeuw gevolgd door Dodoens en Daléchamps. De naam 'levensboom' is een vertaling van die Latijnse term. Dat het Cartier was die de naam had bedacht, en waarom, was in de botanische literatuur al snel vergeten. Belon had het er niet over, en Daléchamps dacht dat ze misschien op de sterke geur sloeg.